# Cudjoe
Cudjoe (auch Kojo; um 1680–1744) war ein Anführer der Maroons (entflohene Sklaven) auf Jamaika. Sein Guerillakrieg gegen die  britische Kolonialmacht war derart erfolgreich, dass diese sich gezwungen sah mit den Maroons unter seiner Führung 1739 ein Friedensabkommen zu schließen, das den Maroons weitgehende Autonomierechte einräumte. Aufgrund dieser Erfolge gilt Cudjoe manchen als einer der erfolgreichsten Kämpfer gegen Sklaverei in der „Neuen Welt“ und in Jamaika wurde er dadurch zu einer Symbolfigur des Widerstandes gegen Sklaverei und britische Vorherrschaft.

## Überlieferung
Die Quellenlage zu Cudjoe ist schwierig, da er in frühen englischen Darstellungen meist karikiert wird und auf der Seite der Maroons nur eine mündliche, auf Heldenverehrung ausgerichtete Überlieferung existiert. Dadurch sind viele Angaben und Beschreibungen nicht wirklich gesichert.
Der mündlichen Überlieferung nach war Cudjoe der Sohn von Naquan, einem westafrikanischen Prinzen, der in den 1640er Jahren mit etwa 600 Gefolgsleuten von spanischen Sklavenhändlern verschleppt und Jamaika zur Arbeit auf Plantagen gebracht worden war. Naquan führte bald darauf eine Revolte an und floh mit vielen seiner Gefolgsleute ins Landesinnere, wo sie die erste Maroon-Siedlung auf Jamaika gründeten. Insbesondere nach der Eroberung Jamaikas durch die Briten 1655 nutzen viele weitere Sklaven die Gelegenheit, um von den spanischen Plantagen zu den freien Maroons zu fliehen. Cudjoe wurde um 1680 in diese freie Maroon-Gesellschaft geboren. Er hatte eine Schwester Nanny und drei Brüder Accompong, Johnny und Quacu, mit denen er nach dem Tode seines Vaters gegen Ende des 17. Jahrhunderts die Führung der Maroons übernahm.